# 태양 에너지

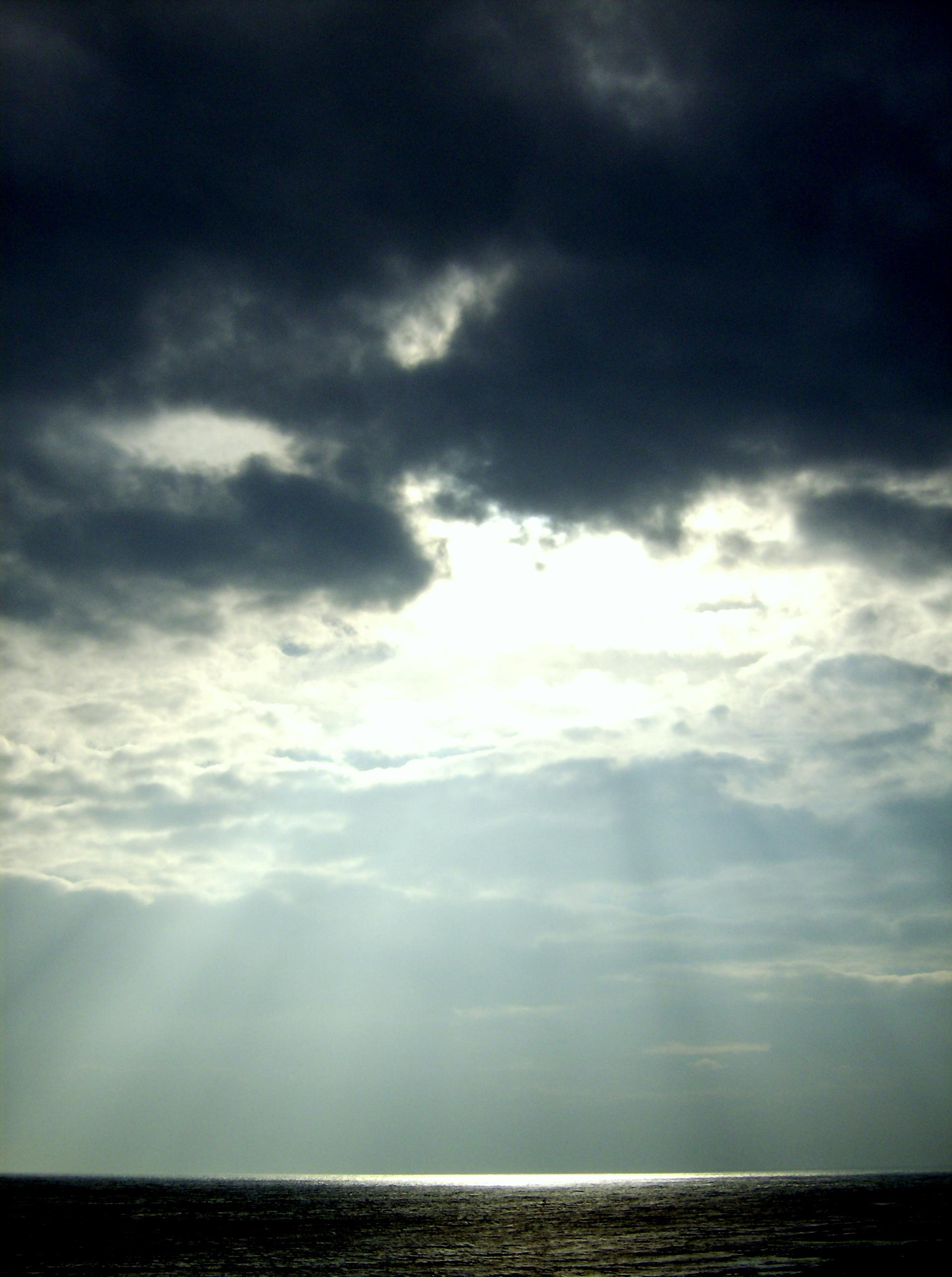
바다 위의 햇살

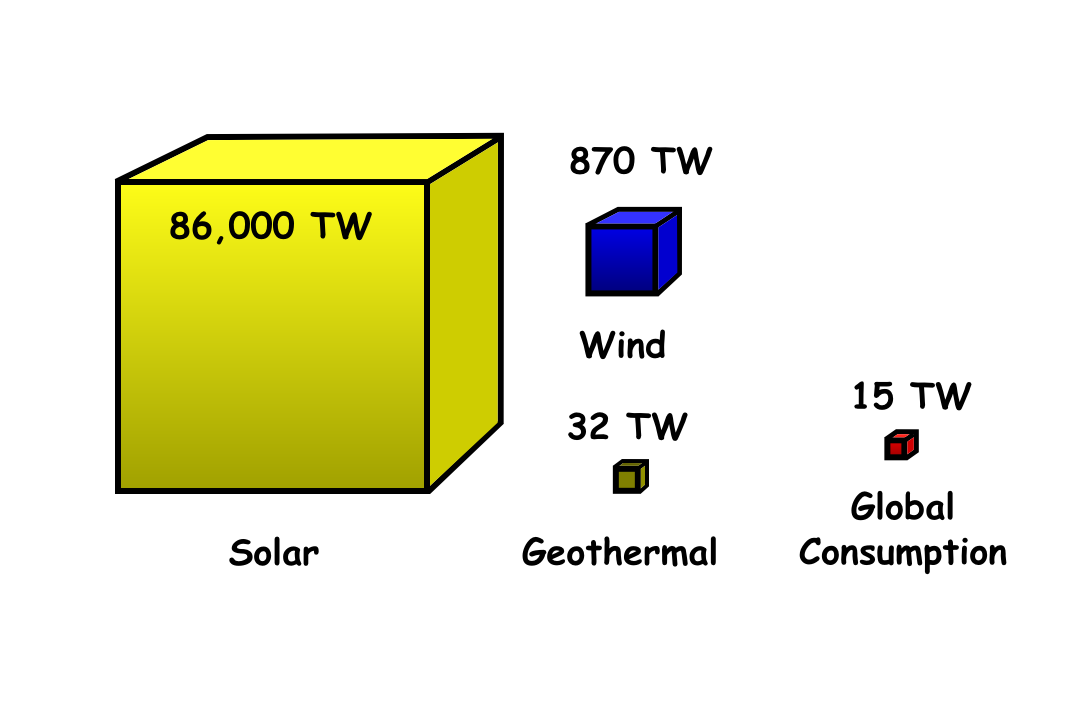
태양 에너지(왼쪽)는 세계 에너지 총 소비량(오른쪽)을 크게 넘어서고 있다.

태양 에너지(영어: solar energy, 문화어: 태양빛에네르기)는 지구의 기후에 힘을 주고 생명을 지탱시켜 주는, 태양에서 오는 열과 빛 형태의 복사 에너지를 말한다. 햇빛에서 열이나 전력을 얻는 에너지원, 곧 재생 가능 에너지로 분류하기도 한다. 최근에는 태양 에너지 기술이 재생 에너지에 사용되고 있다.

## 태양으로부터의 에너지

들어오는 태양 에너지의 약 절반이 물과 땅으로 흡수된다. 그 나머지는 우주로 되돌아간다.

지구는 지구의 대기 위쪽에서 174 PW의 태양 복사를 받는다. 약 30%가 우주로 다시 튕겨 나가지만 나머지는 대기, 바다, 육지로 스며든다. 대기를 거친 다음 일사 스펙트럼은 자외선 속에서 가시 범위와 적외선 범위 사이에서 거의 작은 부분으로 나뉘게 된다.
수증기의 대류, 증발, 응결에 의한 태양 에너지의 흡수는 물의 순환에 힘을 주고 바람을 일으킨다.
바다와 토양이 받아들인 햇빛은 14°C의 평균 표면 온도를 유지한다.
광합성을 통해 일어나는 태양 에너지가 화학 에너지로 변환하는 것은 화석 원료가 있는 곳에서 음식, 나무, 바이오매스를 제공한다.
풍력, 파력, 수력 전기, 바이오매스와 같은 이차 태양 자원을 비롯한 태양 복사는 지구에서 99.9%의 재생가능 에너지를 차지한다.
환경 속에 일어나는 태양 에너지의 흐름과 저장은 현재 인간의 에너지 요구와 견주어 볼 때 광대하다. 해마다 지구의 대기, 바다, 토양이 받아들이는 모든 태양 에너지는 3,850ZJ 정도 된다. 지구에서 부는 80m의 풍력 에너지는 한 해에 2.25 ZJ로 측정된다. 광합성은 바이오매스에서 한 해에 3 ZJ 정도 차지한다. 전 세계 전기 소비량은 2005년 기준으로 거의 0.0567 ZJ이다. 전 세계 일차 에너지 소비량은 2005년 기준으로 0.487 ZJ이다.

## 태양 에너지 기술의 응용

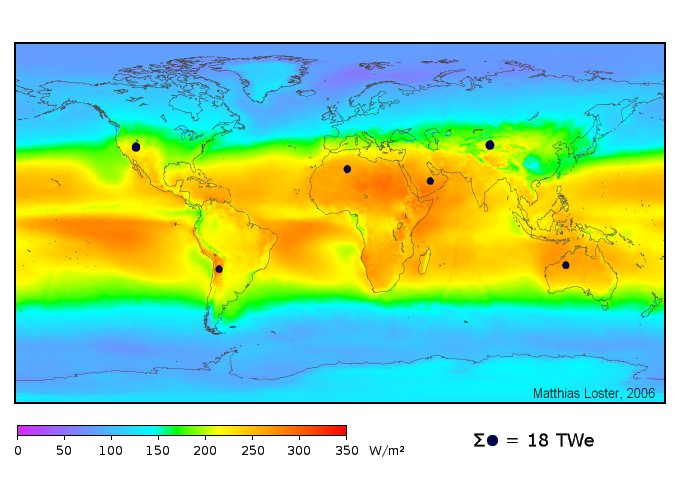
평균적인 일사는 육지에 작은 검은 점으로 보이며 전체 세계 에너지 공급을 태양 전기로 대체할 때 필요하다.

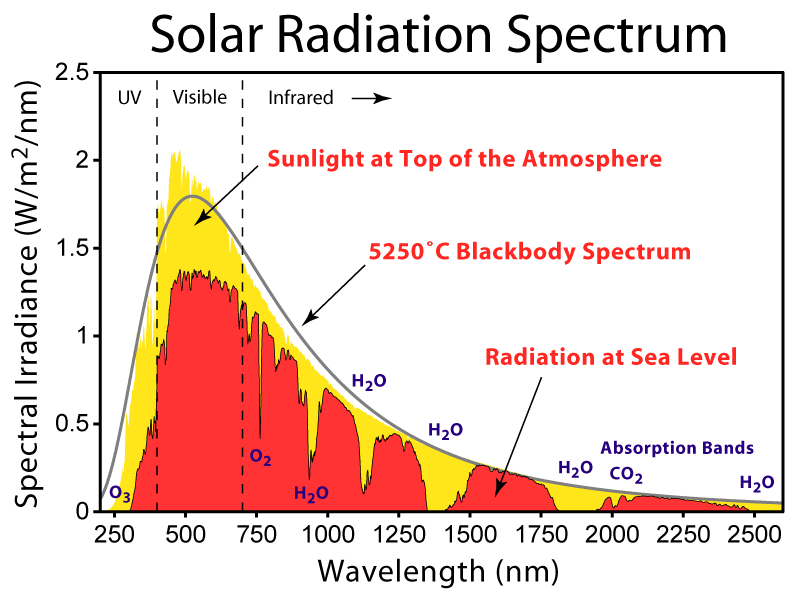
태양 복사 스펙트럼

태양 에너지는 실용적인 목적으로 주로 태양 복사를 이용한다. 그러나 지열 발전, 조력 발전을 포함한 모든 재생 에너지는 태양에서 에너지를 받는다. 태양 기술은 햇빛을 포착하고 변환하고 분배하는 방식에 따라 수동식이냐 능동식이냐로 크게 구분된다. 능동식 태양 기술은 태양 발전 패널, 펌프, 팬을 이용하여 태양빛을 유용한 출력물로 변환한다. 수동식 태양 기술은 사용할만한 열 특성을 지닌 물질을 선별하고 공기를 자연스럽게 순환하는 공간을 설계하고 태양에 대한 건물의 위치를 참조하는 것을 포함한다. 능동식 태양 기술은 에너지 공급을 늘리므로 공급 측면의 기술로 생각할 수 있으며 수동식 태양 기술은 대체 자원의 필요성을 줄여 주며 수요 측면의 기술로 생각할 수 있다.

### 건축 및 도시 계획

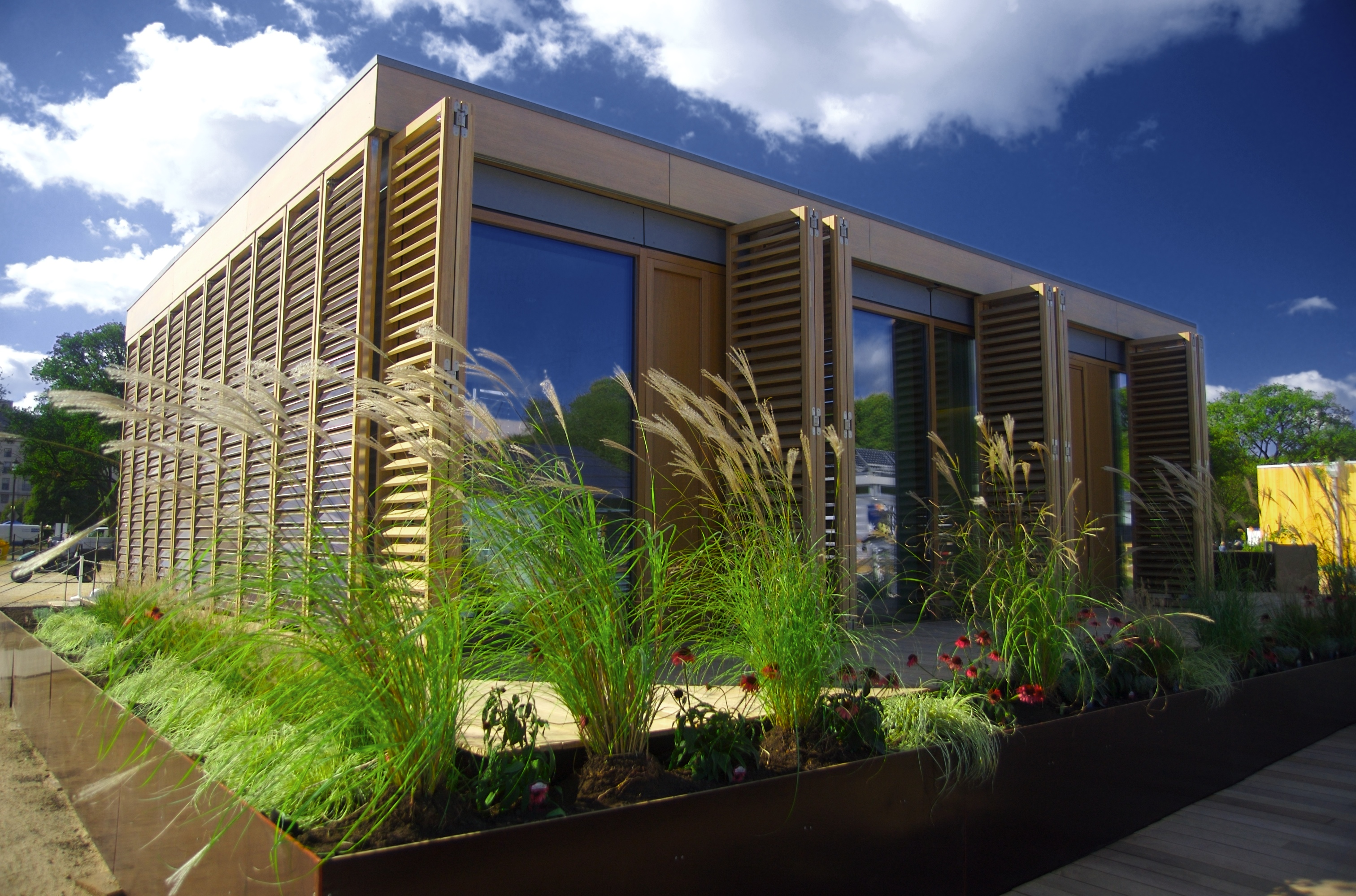
다름슈타트 기술대학교는 워싱턴 D.C.에서 후덥지근한 아열대 기후와 습도 위주로 설계된 이 수동식 태양 시스템을 갖춘 가정을 선보이면서 2007 태양광 10종 경기(Solar Decathlon)상을 받았다.

햇빛은 건축 역사가 시작할 때부터 건물의 디자인에 영향을 주고 있다. 완전히 개발된 태양 건축과 도시 계획 방식은 처음에 그리스 사람들과 중국 사람들이 빛과 따뜻함을 제공하기 위해 건물을 남쪽으로 향하게 한 데에서 비롯하였다.
수동식 태양(passive solar) 건축의 토대가 되는 기능은 태양 지향, 밀집 할당, 선택적 차광, 축열체이다. 이러한 기능들은 편안한 온도 범위에 남으면서 빛이 잘 들어오는 공간을 만들어 주는 지역 기후과 환경의 구실을 한다. 소크라테스의 메가론 하우스(Socrates' Megaron House)는 직접획득형 태양 설계의 전형적인 예이다. 태양 설계는 최근에 컴퓨터 모델링을 도입하여 채광, 가열, 공기 조화 시스템을 태양 건축 설계 속에 통합하고 있다.
펌프, 팬, 전환 가능한 창과 같은 능동식 태양(active solar) 장비들은 수동식 설계를 보충할 수 있고 시스템 성능을 개선할 수 있다.
도시 열섬(UHI)은 온도가 주변 환경보다 더 높은 도시 지역이다. 이렇게 높은 온도는 자연환경과 견주어 반사율이 더 낮고 열용량이 더 높은 아스팔트와 콘크리트에서 비롯한 것이다. 도시 열섬 효과를 덜어 주는 직접적인 방식은 건물과 도로를 하얗게 칠하고 나무를 심는 것이다. 이러한 방식들을 사용한 로스앤젤레스의 시원한 사회("cool communities")라는 프로그램을 통해 10억 USD 정도를 씀으로서 도시 온도를 거의 3 °C까지 줄일 수 있었으며 한 해에 공기 조화와 건강 관리에 들어가는 비용 가운데 530,000,000 USD 정도(예측)를 줄일 수 있었다.

### 농업과 원예

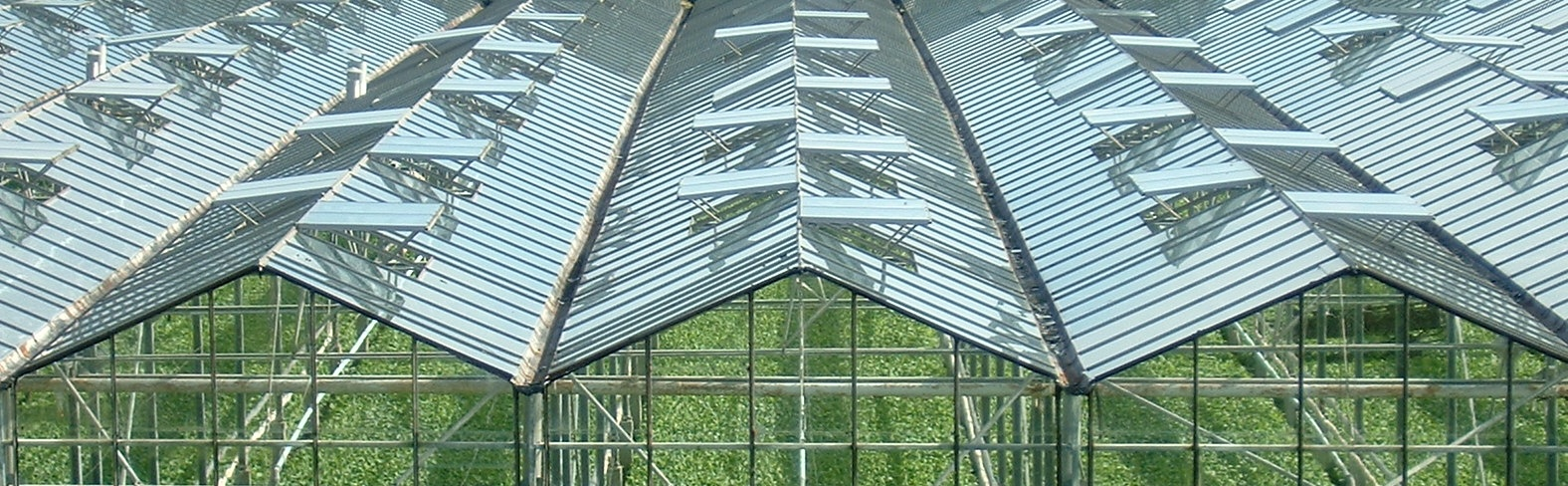
네덜란드의 웨스트랜드의 자치제에서 이와 같은 비닐하우스로 다양한 종류의 채소, 과일, 꽃이 자라난다.

농업은 선천적으로 태양 에너지를 모아 이를 최적화하는 것을 추구함으로써 생산성을 제공한다. 특정 시기의 재배 순환(timed planting cycles), 맞춤식 줄 적응(tailored row orientation), 여러 종의 식물 혼합(mixing of plant varieties)과 같은 기술을 사용하면 농작물을 수확하는 데에 도움이 된다.
햇빛이 일반적으로 풍부한 자원으로 여겨지지만 태양 에너지가 농업에 중요한 다른 예외 사항도 있다. 소빙기의 짧은 재배 기간 동안 프랑스와 영국의 농민들은 과실벽(fruit wall)들을 이용하여 태양 에너지의 광집량을 극대화하기도 했다. 이러한 벽들은 축열체의 역할을 하며 식물들을 따뜻하게 함으로써 성장을 가속시킨다. 초기의 과실벽들은 남쪽 방향으로 땅에 수직으로 세워 짓지만 시간이 지남에 따라 기울어진 벽들이 개발되어 햇빛을 더 잘 활용할 수 있게 되었다. 1699년에 니콜라스 파시오드 듀일리에(Nicolas Fatio de Duillier)는 태양을 따라다니며 회전하는 태양 추적 장치를 사용하는 안을 제기하였다. 태양 에너지는 농작물을 기르는 데뿐 아니라 농업의 여러 방면에 사용된다. 이를테면 물을 푸거나 농작물을 건조시키거나 닭 비료를 말리는 등에 쓰일 수 있다.
비닐 하우스는 태양열과 빛을 이용하여 특정한 환경에서 식물을 자라게 한다. 이로써 연중 생산량과 특산작물, 또 지역 기후에 자연스럽게 자라지 못하는 다른 식물들의 성장을 가능하게 한다. 원시적인 비닐하우스는 처음에 로마 시대에 사용되었으며 로마 황제 티베리우스를 위해 연중 오이를 생산하였다. 최초의 현대 비닐하우스는 16세기에 유럽에서 만들어졌으며 해외의 외래종을 보존하는 데 사용하였다. 비닐하우스는 오늘날 원예업에서 중요한 부분으로 남아 있지만 폴리터널과 이랑 덮개(row cover)와 비슷한 효과를 제공하는 플라스틱 투명 물질도 사용되고 있다.

### 채광

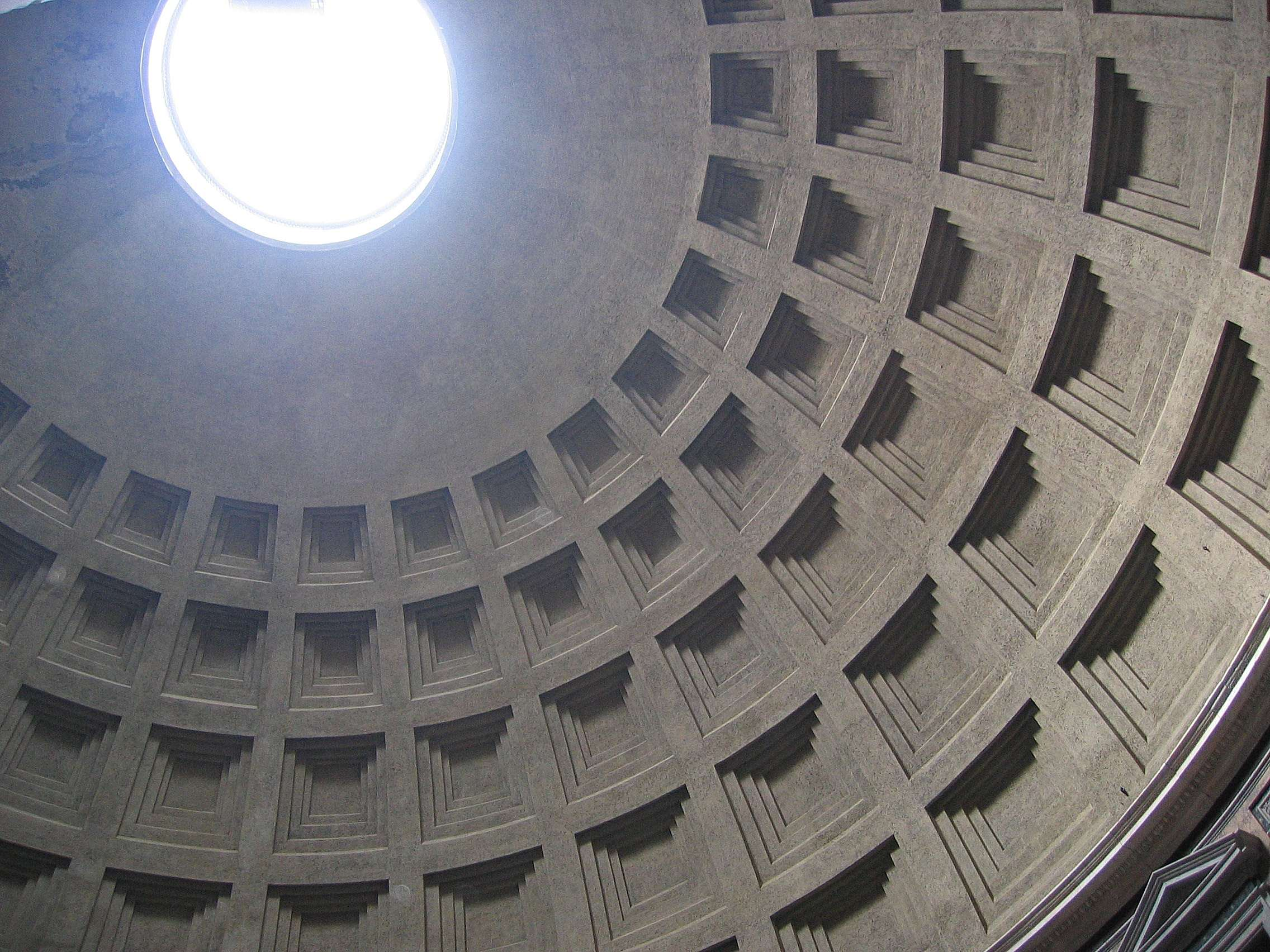
로마의 판테온 꼭대기에 있는 눈(oculus)과 같은 채광 기능들은 고대부터 사용되어왔다.

채광의 역사는 자연빛의 이용이 지배적이다. 로마 사람들은 일찍이 6세기에 채광권(Right to Light)을 알아냈으며 영국법은 이러한 결정을 1832년의 권리법(Prescription Act)에 반영하였다. 20세기에 인공 채광은 인테리어 조명의 기본 원천이 되었다.
채광 시스템들은 햇빛을 모아 분배하여 인테리어 조명을 제공한다. 이러한 시스템들은 직접적으로는 인공 조명을, 간접적으로는 공기 정화(HVAC)의 필요성을 줄여 준다. 양을 따지기는 쉽지 않지만 자연 채광을 이용하면 인공 조명에 비해 생리적 이점과 정신적 이점이 있다. 채광 설계를 들여다보면 창의 종류, 크기, 동쪽 지향을 꼼꼼히 따지는 것을 알 수 있고, 또 외부 차광 장치를 고려하기도 한다. 개별 기능으로는 들쭉날쭉한 지붕, 고창층, 광선반, 천공광, 광튜브 등이 있다. 이러한 기능들은 기존의 구조물에 추가할 수 있지만 열의 흐름, 눈부심, 이용 시간 등의 요인을 고려하는 태양 건축 설계 패키지에 통합할 때 가장 효과적이다. 채광 기능이 알맞게 수행되면 상업 용도의 채광 관련 에너지 요구를 25%까지 줄일 수 있다.
하이브리드 태양 채광 (HSL)은 햇빛을 사용하여 조명을 제공하는 능동식 태양 방식이다. HSL 시스템은 태양을 따라다니는 포커스 거울을 사용하여 햇빛을 모아 광섬유를 사용하여 빛을 건물 안쪽으로 보내 전통적인 채광을 보충할 수 있다. 1층 건물에서 이러한 시스템은 직접 받는 햇빛의 50%를 전달할 수 있다.
에너지를 절약하기 위해 햇빛을 사용하는 한 방법으로 서머타임을 장려하기도 하지만 최근에는 이에 대한 연구가 부족한 형편이며 오히려 이를 반박하는 결과들이 보고되고 있다. 일부 연구에서는 서머타임이 에너지를 절약한다고 보고하고 있지만 수많은 연구에서는 특히 휘발유 소비를 고려할 때에는 에너지 절약에 어떠한 영향도 미치지 않는다고 보고하고 있다. 전기 이용은 지리, 기후, 경제로 인해 크게 영향을 받으며 단순한 연구들을 통해 이를 일반화하기 매우 어렵게 만든다.

### 태양열
태양열 기술은 물과 공간을 따뜻하게 하고, 또 공간을 차갑게 하거나 열을 처리하는 데 사용할 수 있다.

#### 물의 가열

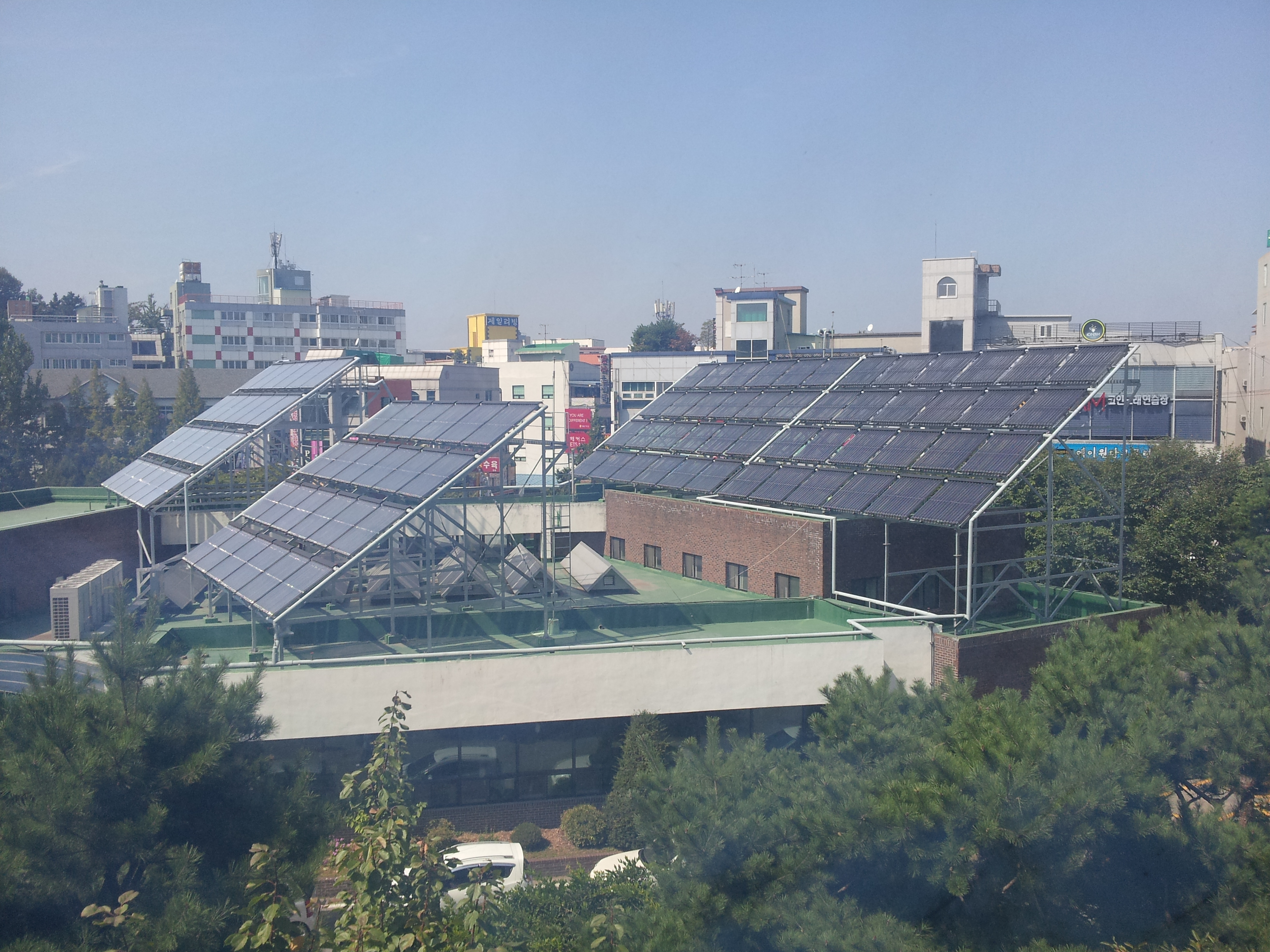
충북대 기숙사 태양열 집열기

태양 온수 시스템은 햇빛을 사용하여 물을 데운다. 낮은 위도(40° 아래)에 있을 때 태양 난방 시스템은 60 °C가 넘는 온도의 지역 온수에서 60~70% 정도를 제공할 수 있다.
가장 일반적인 형태의 태양 물 히터의 경우 가정 온수에 일반적으로 쓰이는 진공관형 태양열 집열기(evacuated tube collector) (44%), 광택 평판 태양열 집열기(glazed flat plate collector) (34%)와 수영장 물을 데우는 데 주로 쓰이는 무광택 플라스틱 태양열 집열기(unglazed plastic collectors) (21%)가 있다.
2007년을 기준으로, 설치된 태양 온수 시스템의 총 용량은 약 154 W에 이른다.
중국은 2006년 기준으로 70 GW의 태양 온수를 이용하는 데 세계적으로 앞장서고 있으며 2020년까지 210 GW를 사용하는 것이 목표이다. 이스라엘은 이 기술을 사용하여 가정의 90%에 태양 온수 시스템을 채용하는 데 앞장서고 있다. 미국, 캐나다, 오스트레일리아에서 수영장 물을 데우는 것은 태양 온수 응용의 대부분을 차지하고 있으며 2005년 기준으로 18 GW의 용량이 설치되어 있었다.

#### 난방, 냉방, 통풍

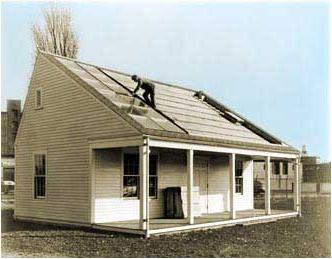
MIT의 솔라하우스(Solar House) 제1호는 1939년에 지어졌으며 연간 난방을 위해 계절별 열 축전을 사용하였다.

미국에서 HVAC 시스템은 상업용 건물에 쓰이는 에너지의 30%를 차지하고 있고 가정 건물에 쓰이는 에너지의 50%를 차지하고 있다.
태양의 HVAC 기술은 이러한 에너지의 일부를 상쇄하는 데 이용할 수 있다.
가장 일반적인 뜻의 축열체는 열을 담기 위한 공간을 갖춘 물질을 말한다. 태양 에너지라는 환경에서 축열체는 태양으로부터의 열을 담는 데 이용한다. 일반적인 축열체로는 돌, 시멘트, 물을 들 수 있다. 이러한 물질들은 역사적으로 건조한 기후나 따뜻한 온도의 지역에서 사용되며 낮 동안에 태양 에너지를 흡수하고 밤에 열을 더 시원한 온도로 복사함으로써 건물을 시원하게 유지시켜 준다. 그러나 이들은 온도가 낮은 지역에서 따뜻함을 유지하는 데 이용하기도 한다. 축열체의 크기와 배치는 기후, 채광, 차광 조건과 같은 여러 요인을 고려해야 한다. 축열체가 올바르게 추가되면 이러한 축열체는 방 안의 온도를 편안한 범위로 유지시켜 주며 난방과 냉방을 위한 보조 장비의 필요성을 줄여 준다.
태양 굴뚝 (또는 열 굴뚝)은 수동식 태양 통풍 시스템으로 건물 안팎을 이어주는 수직 기둥을 이루고 있다. 굴뚝이 따뜻해지면 안쪽 공기는 건물을 통해 공기를 끌어당기는 기류 운동을 일으키며 따뜻해진다. 비닐하우스와 비슷하게 축열체와 유리를 사용하면 성능을 개선할 수 있다. 이러한 시스템들은 로마 시대 이후에 사용되어 왔으며 현재 중동에서 흔히 쓰이고 있다.
낙엽성 나무와 식물들은 난방과 냉방을 위해 이용할 수 있다. 남쪽 고지에 위치한 건물에 나무와 식물들을 심으면 여름 동안에 잎들은 그늘을 제공하지만 겨울 동안에는 갈라진 가지가 빛과 온기가 겨울 동안에 지나갈 수 있게 도와 준다.

#### 제염과 살균

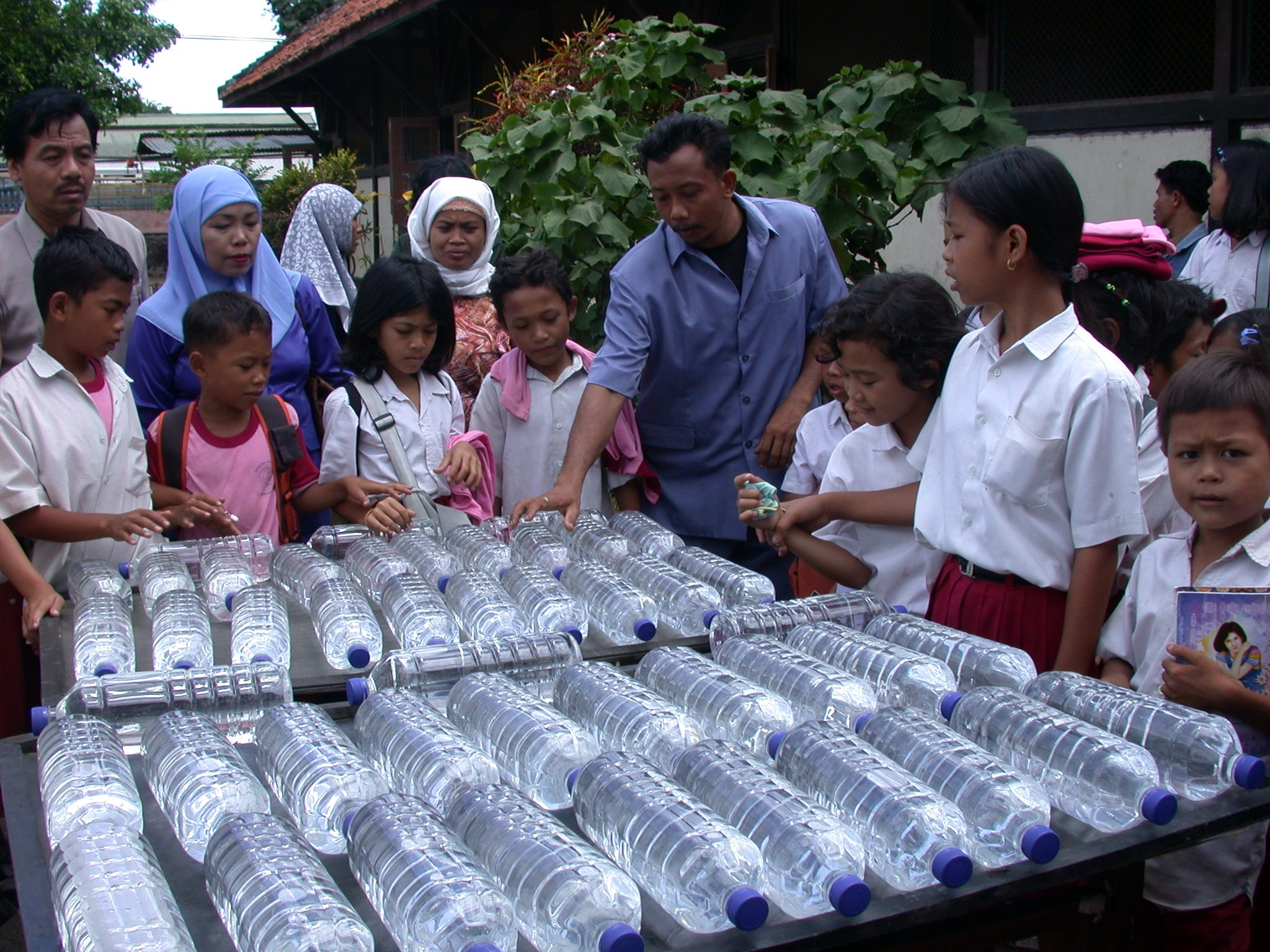
인도네시아의 SODIS 응용은 물 살균의 단순함을 증명하고 있다.

태양 증류는 태양 에너지를 이용하여 소금물로부터 마시기 알맞은 물을 만들어내는 것을 말한다. 기록되어 있는 최초의 이용은 16세기 아랍의 연금술사의 시기로 거슬러 올라간다. 첫 대형 태양 증류 프로젝트는 1872년에 Las Salinas의 칠레 탄광 마을에서 구성되었다. 이 4,700 m²의 증류기는 하루에 최대 22,700 L를 생산하고 40년 동안 운영하였다. 개별 증류 디자인은 단일 기울기(single-slope), 이중 기울기(double-slope, 비닐 하우스 류), 수직, 원뿔형, 역흡수기, 다중심지(multi-wick), 다중 효용(multiple effect)을 포함한다. 이러한 증류기들은 수동적으로, 능동적으로, 또 그 둘 모두를 한꺼번에 수행할 수 있다. 이중 기울기식 증류기는 분산형 가정 목적에 가장 경제적이지만 대형 목적에는 다중 효용 장치가 가장 알맞다.
태양 물 살균 (SODIS)은 물이 채워진 플라스틱 패트병을 여러 시간에 걸쳐 햇빛에 노출시킴으로써 물 속의 균을 죽이는 방식이다. 노출 시간은 계절과 기후에 따라 적으면 6시간에서 이틀, 길면 흐린 날이 끝날 때까지 계속된다. SODIS는 가정의 물 치료와 안전을 위한 실용적인 방식으로 세계 보건 기구가 권장하고 있다. 개발도상국에 사는 200만 명이 넘는 사람들은 SODIS를 사용하여 마실 물을 충족시킨다.

#### 요리
태양열 조리기구는 햇빛을 사용하여 요리를 하고 무언가를 말리고 저온 살균 처리를 한다. 이러한 기구는 크게 세 종류로 나눌 수 있다.:
상자형 조리기구 (box cooker)가장 단순한 종류의 태양열 조리기로, 1767년에 오라스 베네딕트 드 소쉬르(Horace Bénédict de Saussure)가 최초로 만든 조리기구이다. 기본 상자형 조리기구는 투명 덮개를 갖춘 절연 용기로 구성되어 있다. 이러한 조리기구는 조금 구름낀 하늘에 효과적으로 사용할 수 있으며 일반적으로 90–150 °C 온도에 다다른다.
판형 조리기구 (panel cooker)반사판을 사용하여 햇빛을 절연 용기에 직사시킨다. 온도는 상자형 조리기구에서 달구는 온도만큼까지 다다른다.
반사체 조리기구 (reflector cookers)반사체 조리기구는 다양한 집광 결합체를 사용하여 빛을 조리 용기에 비춘다. 이러한 조리 기구들은 315 °C 이상까지 다다르지만 정상 동작을 위해 직광이 필요하며 태양에 직접 비치도록 위치를 조절해 주어야 하는 불편함이 있다.
태양 접시(solar bowl)는 독특한 집광 기술이며 인도 오로빌의 솔라 키친(Solar Kitchen)이 이용하였다. 태양 접시는 천구의 안쪽 표면에 수직인 선을 따라 빛의 초점을 맞추는 움직이지 않는 원형 반사체이며 컴퓨터 제어 시스템은 수신기를 이동하여 이 선을 가로지른다. 온도가 150 °C에 다다르면 수신기 안에 증기가 만들어지며 부엌에서 열을 처리하는 데 사용한다.

#### 열처리
파라볼릭 디시(접시형), 트로프(구유형), 셰플러(Scheffler)의 반사체와 같은 태양 에너지 집광 기술들은 상업, 산업 용도를 위한 열 처리를 제공한다. 최초의 상용 시스템은 그루지야의 셰난도에 있던 STEP(솔라 토털 에너지 프로젝트, Solar Total Energy Project)였으며 114개의 파라볼릭 디시가 50%의 열 처리, 공기 정화, 또 의류공장을 위한 전기 요구의 50%를 제공하였다.
이러한 폐열발전 시스템은 400kW의 전기와 3MW의 열 에너지를 증기 형태로 만들어 냈으며 절정 부하를 줄이는 것을 도와 주는 축열 시스템을 갖추고 있었다.
염전은 증발을 통해 용해된 고체 물질들을 한데 모으는 얕은 연못이다. 염전을 이용하면 바닷물로부터 소금을 얻을 수 있으며 이러한 방식은 태양 에너지의 가장 오래된 응용 가운데 하나이다. 오늘날에는 소금물 용해물질들을 한데 모아 물줄기로부터 용해된 고체를 제거한다.
빨랫줄, 빨래 말림틀, 옷걸이를 사용하면 증발을 통해 옷을 말릴 수 있다. 이러한 기구들은 전기나 자연 기체가 아닌 바람과 햇빛을 사용한다. 플로리다주 법은 건조법(right to dry)을 보호하고 있으며 이와 비슷한 태양 법안도 유타주와 하와이주에서 통과되었다.
UTC (Unglazed transpired collector, 무창 기공 집열기)들은 통풍 공기를 가열하는 데 쓰이는, 태양을 향하고 있는 벽들을 관통한다. UTC들은 들어오는 공기의 온도를 최대 22 °C까지 높일 수 있고 45~60 °C의 배출 온도를 제공한다. 기공 집열기는 3~12년 정도로 보수 기간이 짧아서 광택 집열 시스템보다 더 효과적이라고 할 수 있다. 2003년에 80개가 넘는 35,000 m² 크기의 결합 집열기를 갖춘 시스템들은 전 세계적으로 설치되고 있다. 이를테면 코스타리카에서 860 m²의 집열기를 사용하여 커피 열매를 말리며, 인도의 코임바토르에서는 1,300 m²의 집열기를 사용하여 금잔화를 말린다.

### 태양 전기
햇빛은 태양광 발전 (PV), 태양 에너지 집결 (CSP)을 비롯한 다양한 실험용 기술들을 사용하여 전기로 변환할 수 있다. 태양광 발전은 일차 전지를 사용하는 계산기부터 가정 위에 다는 태양판인 광기전성 배열에 이르기까지 어느 정도 적은 용량의 전력에 사용할 수 있다. 큰 용량의 전력을 만들어내야 할 경우 SEGS와 같은 태양 에너지 집결 발전소가 일반적으로 쓰이지만 최근의 다중 MW PV 발전소가 일반화되고 있다. 14MW의 발전소가 네바다주의 클락 카운티에, 또 20 MW의 발전소가 스페인의 베네이사마에 2007년에 세워졌으며 이들은 미국과 유럽의 대형 태양광 발전소의 경향을 따르고 있다.

#### 태양광 발전

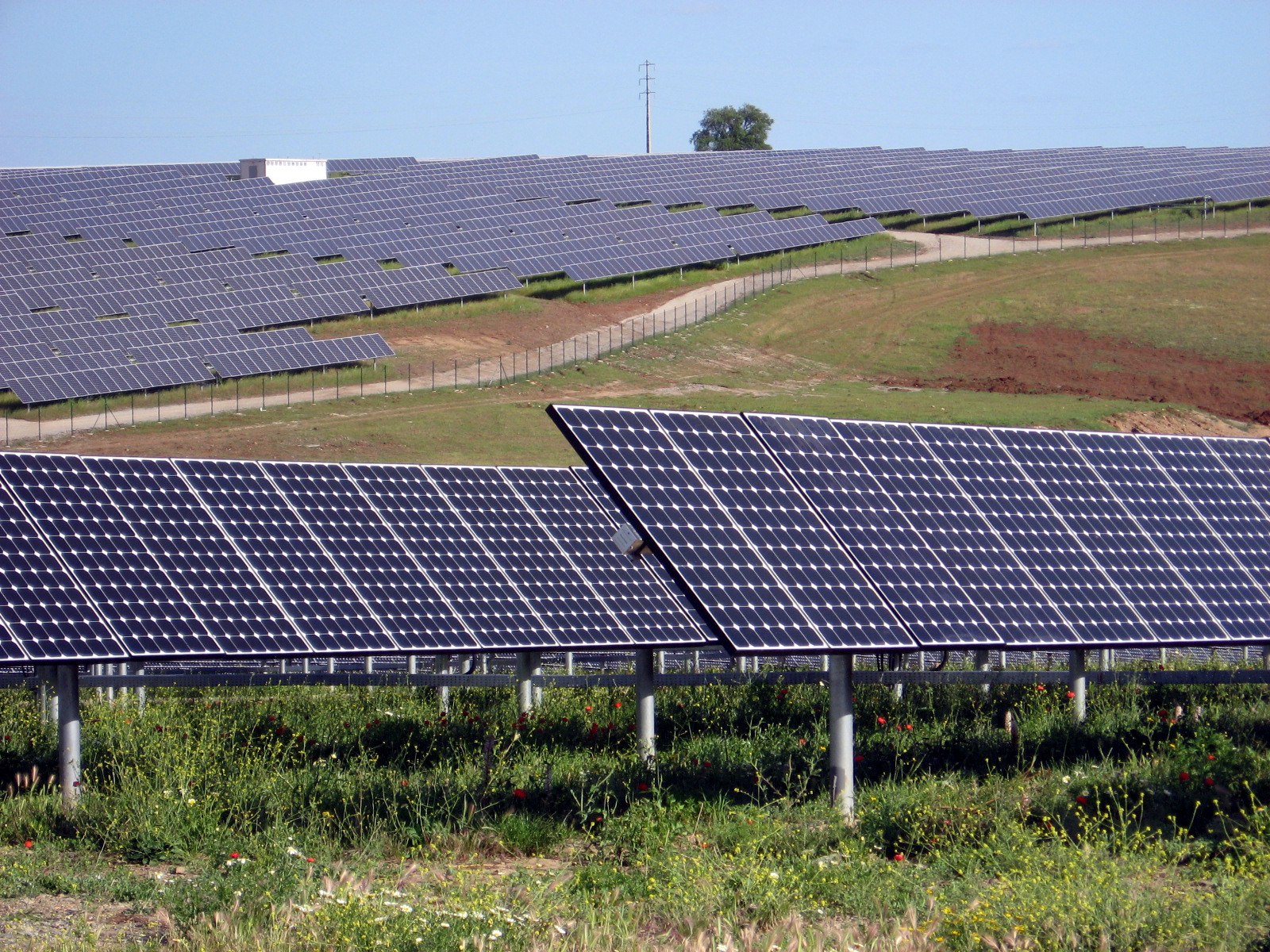
11 MW의 Serpa 태양 에너지 발전소 (포르투갈에 있음)

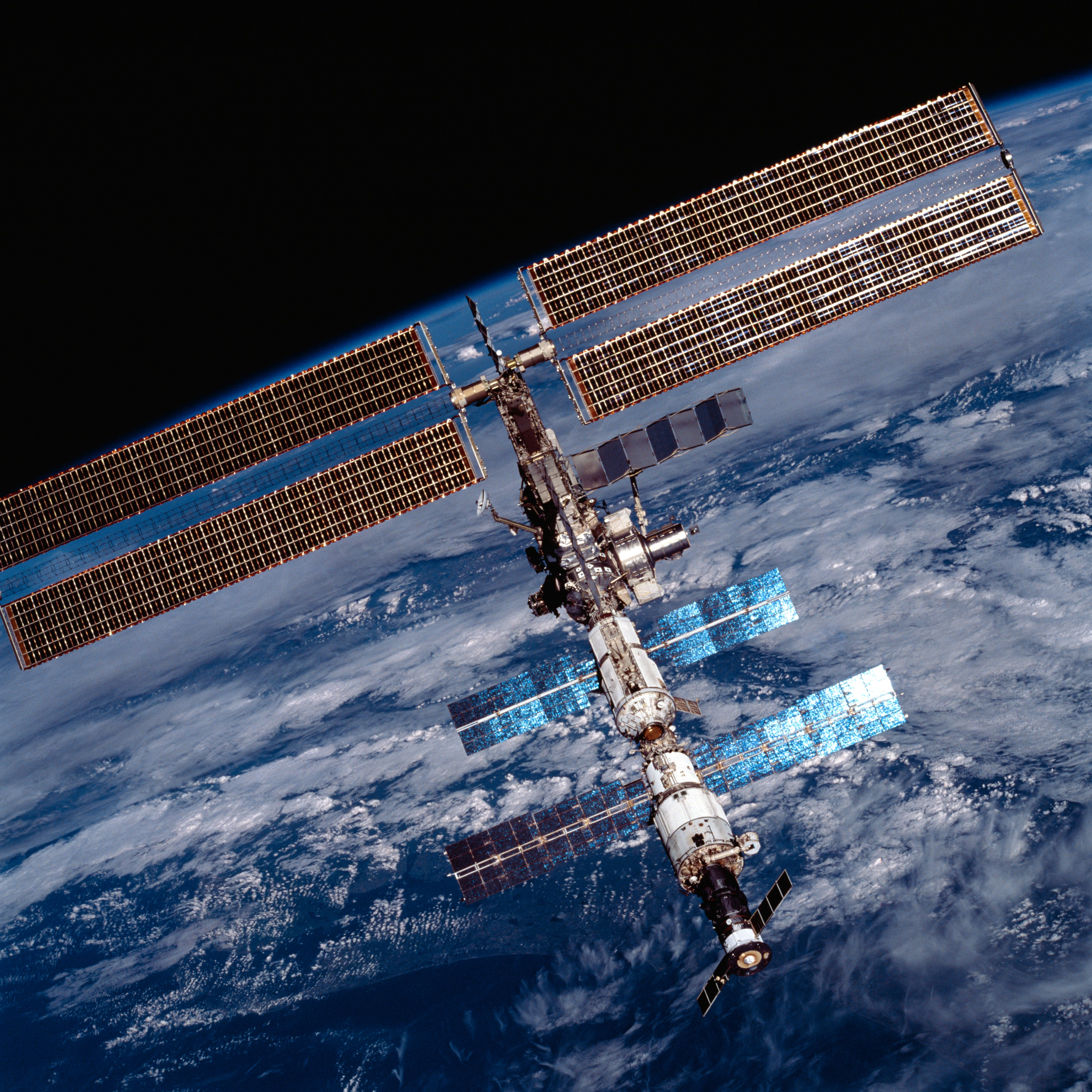
태양 전지는 국제 우주 정거장에 전력을 공급하고 있다.

태양 전지 (“태양광 발전 전지”라고도 부름)는 광전 효과를 사용하여 빛을 직류로 바꾸는 장치를 말한다. 최초의 태양 전지는 찰스 프리츠(Charles Fritts)가 1880년대에 조립하였다. 프로토토아비 셀렌 전지가 1%가 채 안 되는 입사광선을 전기로 변환했지만 에른스트 베르너 폰 지멘스(Ernst Werner von Siemens)와 제임스 클럭 맥스웰 두 사람 다 이 발견의 중요성을 인식하였다. 1940년대에 러쎌 올(Russell Ohl)의 근본적인 노고에 이어 제럴드 피어슨, 캘빈 퓰러, 데릴 채핀(Daryl Chapin)은 1954년에 규소 태양 전지를 개발하였다. 이러한 초기의 태양 전지는 한 와트에 286 USD의 비용이 들었고 효율성은 4.5~6%에 다다랐다.
태양 에너지에서 맨 처음에 나온 중대한 응용은 예비 전원을 뱅가드 1호 위성에 사용하는 것을 들 수 있다. 이로써 화학 전지가 떨어져도 위성이 지속적으로 한 해가 넘도록 전송을 지속할 수 있다.
이렇게 태양 전지를 운용하는 데에 성공하자 수많은 소비에트 연방, 미국 위성에 이와 같은 방법을 채용하게 되었고 1960년대 말 즈음에 태양광 발전이 위성의 주된 전력의 원천이 되었다. 태양광 발전은 텔스타와 같은 초기의 상업 위성의 성공에 중요한 역할을 하였으며 오늘날 전자통신 인프라에 필수적이라고 할 수 있다.
태양 에너지를 설치하는 데에는 비용이 많이 들어서 1960년대에 걸쳐 지상에서 사용은 제한 받았다. 그러다가 1970년대 초에 태양광 발전이 파워 그리드를 접근하지 않고도 먼 거리에서 사용할 수 있을만큼 가격이 떨어졌다. 지상에서 초기 이용은 전력 전기통신국, 앞바다 석유 굴착 장치, 부표 및 철길 건널목을 포함한다. 이러한 것들과 다른 오프 그리드의 응용을 통해 2004년에 이르기까지 전 세계 절반 이상이 성공적으로 설치되었음을 입증하고 있다.

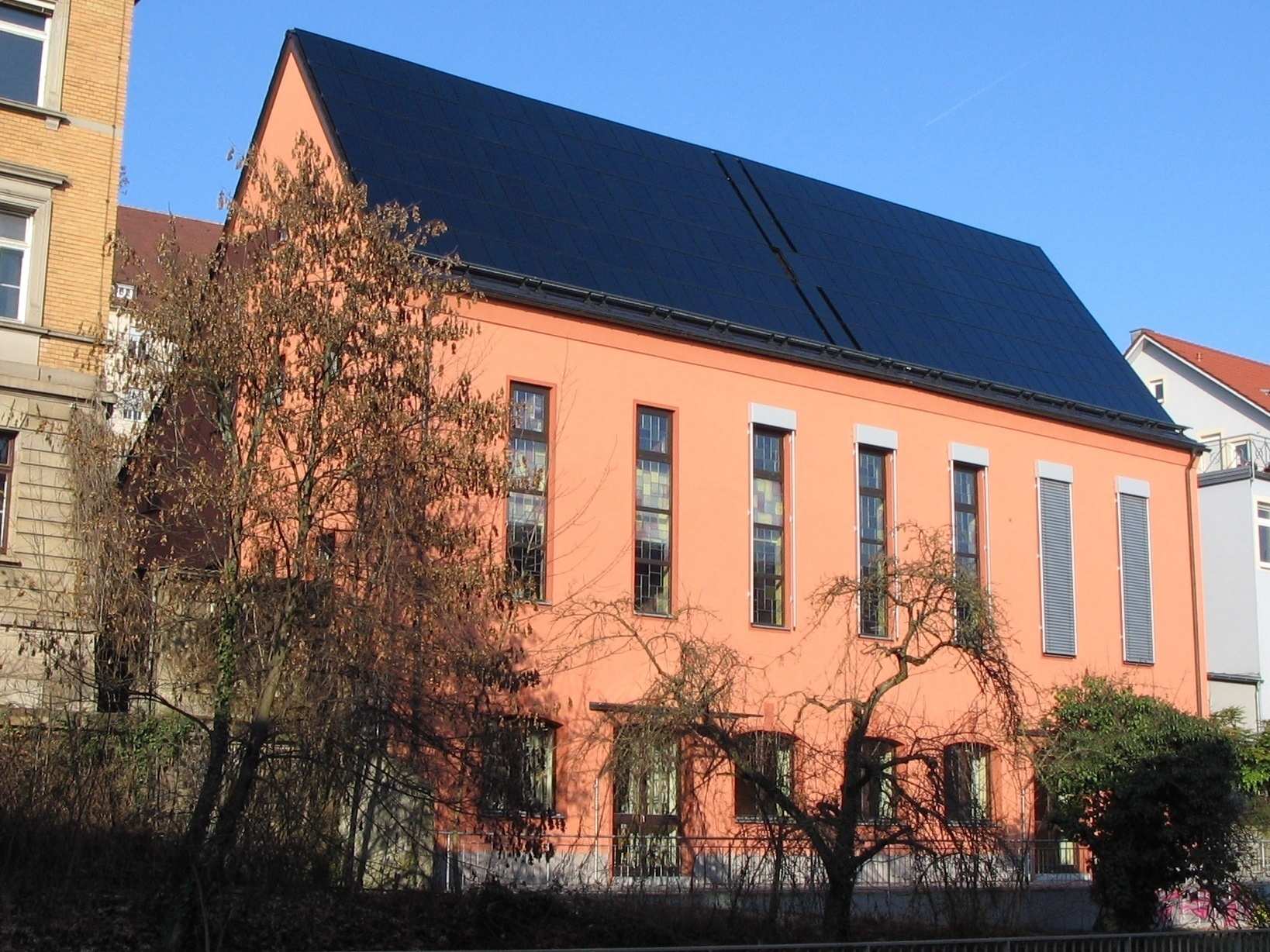
건물 통합 태양광 발전은 수많은 가정의 지붕에 적용되고 있다.

1973년 유류 파동은 1970년대와 1980년대 초 동안에 태양열 발전의 생산을 촉진하였다.
체계적인 성능에 개선을 가져다 주면서 생산성을 높이는 결과를 낳는 규모의 경제는 태양열 발전의 비용을 1971년에 와트당 100 달러(USD)에서 1985년에 와트당 7 달러로 낮추는 데 기여하였다. 1980년대 초에 기름값이 꾸준히 떨어지면서 태양광 발전 R&D에 투자하는 비용을 줄이고 1978년 에너지 세금 법안과 더불어 세액공제를 중단하게 되었다. 이러한 요인들은 1984년에서 1996년에 걸쳐 한 해에 거의 15%씩 성장률을 가라앉혔다.
1990년대 중반 이후로 태양열 발전 분야의 선도적 위치가 미국에서 일본, 독일로 옮겨가게 되었다. 1992년에서 1994년까지 일본은 R&D 투자를 늘렸고 넷 미터링 가이드라인을 설립하였으며, 또 보조금 제공 프로그램을 도입하여 가정에 태양열 발전 시스템을 설치하는 것을 장려하였다. 그 결과, 이 나라에서 태양열 발전 설치는 1994년에 31.2 MW에서 1999년에 318 MW로 올라설 수 있었으며 세계적인 생산 성장률은 1990년대 말에 30%까지 성장하였다.
독일은 발전 차액 지원 제도(feed-in tariffs) 시스템을 재생가능한 에너지 자원의 일부로 개정한 뒤로 세계적으로 앞서가는 태양열 발전 시장이 되었다. 설치된 태양열 용량은 2000년에 100 MW에서 2007년 말에 거의 4,150 MW로까지 늘었다
스페인은 2004년에 이와 비슷한 발전 차액 지원 제도를 도입한 뒤로 세 번째로 가장 큰 태양열 발전 시장이 되었으며 프랑스, 이탈리아, 대한민국, 미국 또한 최근의 다양한 인센티브 프로그램과 지역 시장 조건으로 말미암아 빠른 성장을 보이고 있다.

#### 태양 에너지 집결
집결된 햇빛은 고대 중국 때부터 쓸모있는 일들을 수행하는 데 사용되어 왔다. 내려오는 어느 설에 따르면 아르키메데스가 로마의 함대를 침략하고 시라쿠사로부터 그들을 쫓아내기 위해 잘 닦은 방패를 사용하여 햇빛을 집결시켰다고 한다. 1866년에 오귀스탱 무쇼(Auguste Mouchout)는 파라볼릭 트로프(parabolic trough)를 사용하여 최초의 태양 증기 엔진을 위한 증기를 생산하였으며 그 뒤에 잇따르는 발전을 통해 관개, 냉동, 교통을 위한 태양 에너지 집결 장치를 이용할 수 있게 되었다.
태양 에너지 집결 (CSP) 시스템은 렌즈나 거울을 사용하며, 또 태양 추적 시스템을 사용하여 넓은 면적의 햇빛을 작은 빔에 초점을 맞춘다. 이렇게 한 곳에 모인 빛은 전통적인 발전소를 위한 열의 원천으로 사용된다. 적용성이 넓은 태양 에너지 집결 기술들이 존재한다. 그 가운데 가장 잘 개발된 것으로는 솔라 트로프(solar trough), 파라볼릭 디시(parabolic dish), 그리고 태양 에너지 발전소(solar power tower)를 들 수 있다. 이러한 방식들은 태양을 추적하여 빛에 초점을 맞추는 방식에 따라 여러 가지가 있다. 이러한 모든 시스템에서 집결된 햇빛은 작동 유체를 가열하며 이 유체는 전기를 발생시키거나 에너지를 저장하는 데 이용된다.

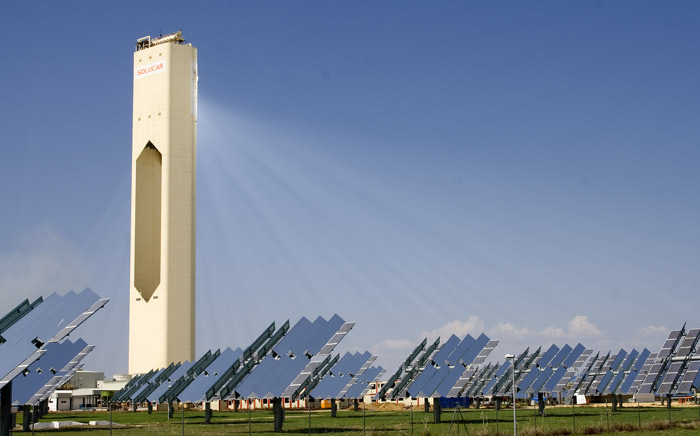
PS10는 발전소 가운데의 햇빛 반사장치가 있는 지역으로부터 햇빛을 집결시킨다.

솔라 트로프는 반사체의 초점 라인에 맞춰 빛을 반사체에 집결시키는 선형 파라볼릭 반사체로 이루어져 있다. 이 반사체는 낮 시간대에 하나의 축을 따라 태양을 따라가도록 설계되어 있다. 트로프 시스템은 가장 잘 정립된 CSP 기술이다. 캘리포니아와 악시오나(Acciona)의 네바다 솔라 원에 있는 SEGS(태양 에너지 발전 시스템) 발전소는 이러한 기술을 대표하고 있다.
파라볼릭 디시 시스템은 반사체의 초점 라인에 맞춰 빛을 반사체에 집결시키는 독립형 파라볼릭 반사체로 이루어져 있다. 이 반사체는 두 개의 축을 따라 태양을 따라간다. 파라볼릭 디시 시스템은 CSP 기술들 가운데 가장 효율성이 높다. 오스트레일리아의 수도 캔버라에 있는 50 kW의 빅 디시는 이러한 기술의 한 예이다.
태양 에너지 발전소는 특정한 배열의 추적 반사체(햇빛 반사 장치, heliostat)를 사용하여 발전소 꼭대기에 있는 반사체 가운데에 빛을 집결시킨다. 태양 에너지 발전소들은 트로프 시스템에 비해 진보적이진 않지만 더 높은 효율성과 더 나은 에너지 저장 능력을 제공한다. 캘리포니아의 바스토우 지역에 있는 솔라 투와 스페인의 산루카 라 마요르(Sanlucar la Mayor)의 플라타 솔라 10은 이러한 기술을 대표하고 있다.

#### 실험 속의 태양 에너지

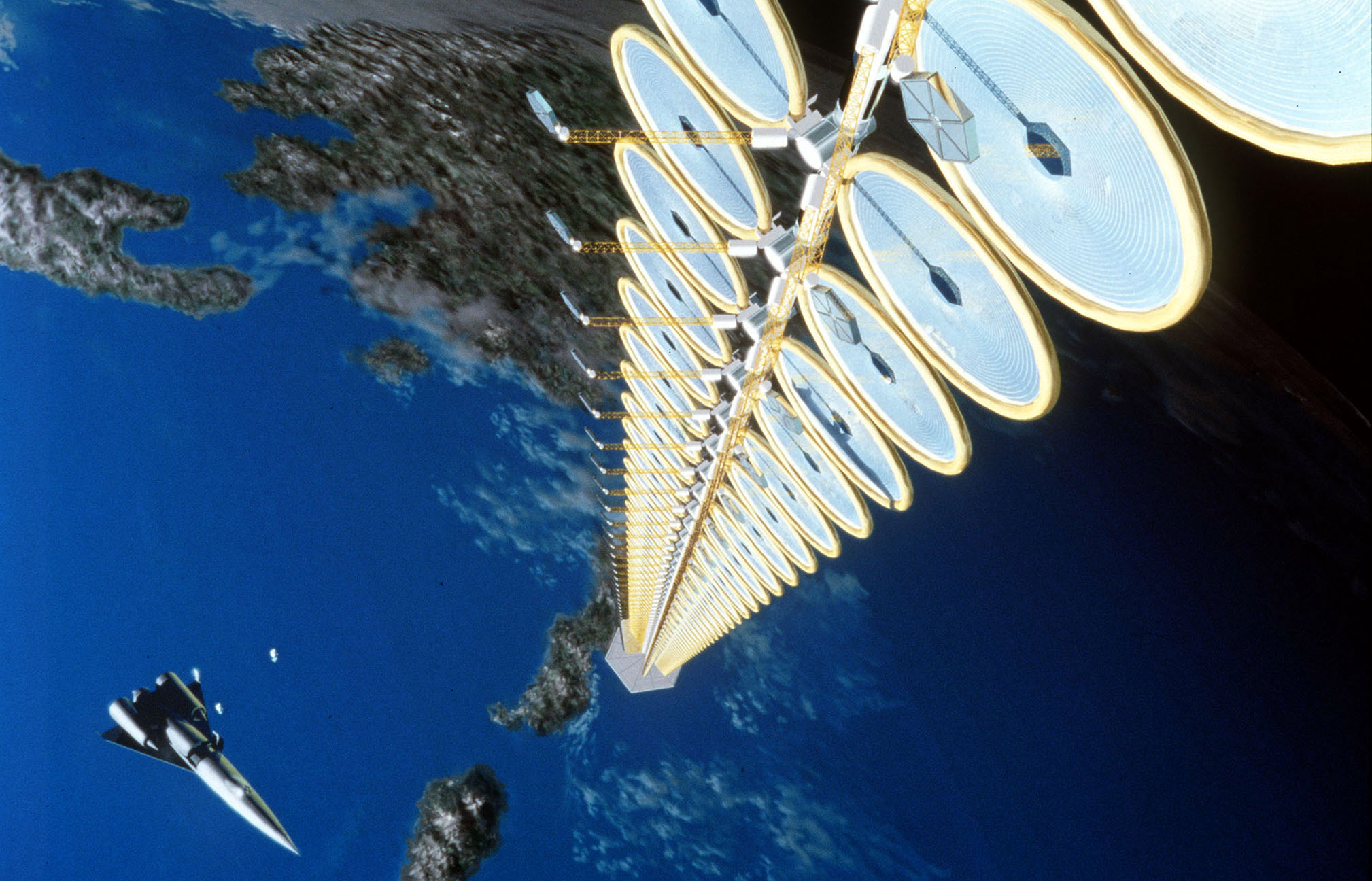
한 예술가가 묘사한 태양 위성의 모습이다. 무선 에너지 전송을 사용하여 에너지를 선 없이 우주선이나 행성 표면에 전송할 수 있다.

태양 굴뚝('솔라 업드래프트 타워' 또는 '솔라 타워라고도 함')은 가운데 발전소로 통하는 넓은 비닐하우스를 갖추고 있다. 햇빛이 비닐하우스에 비칠 때 안쪽 공기는 데워지고 팽창한다. 팽창하는 공기는 발전소 가운데를 흐르며 여기서 터빈은 기류를 전기로 변환한다. 50 kW의 프로토토입은 스페인의 시우다드레알에서 건설되어 1989년 해체에 이르기까지 8년 동안 운영하였다.
태양 연못은 태양 에너지를 모아서 저장하는 (보통 1-2미터 깊이의) 소금물의 웅덩이이다. 태양 연못은 루돌프 블로치(Rudolph Bloch)가 깊이에 따라 온도가 늘었다고 하는 헝가리의 어느 연못의 보고서들을 접하고 1948년에 처음 제안하였다. 이는 연못 속 소금이 "밀도기울기"를 만들어 내 대류 전류가 통하지 않게 된 데에서 영향을 받았다. 프로토타입은 1958년에 예루살렘 가까이에 있는 사해 해변에 건조되었다. 이 못은 여러 층의 물로 구성되어 있었으며 이러한 구조가 꼭대기의 낮은 염분 용해 상태를 맨 아래의 높은 염분 용해 상태로 증진시키는 영향을 미쳤다. 이러한 태양 연못은 맨 아래층에서 90 °C의 온도를 만들어낼 수 있었으며 태양 대 전기 효율성은 2 퍼센트로 측정되었다.
열전기 장치들은 서로 비슷하지 않은 물질들의 온도차를 전류로 변환한다. 태양 에너지를 저장하는 방식인 "열전기"는 태양 에너지 개척자인 무쇼(Mouchout)가 1880년대에 처음 제안하였으며 이 열전기는 1930년대에 소비에트 연방에 다시 등장하였다. 소비에트 과학자 아브람 로페(Abram Ioffe)의 지시에 따라 태양 에너지 집결 시스템이 사용되어 1 마력의 엔진을 위한 전기를 열전기적으로 생산할 수 있었다. 열 발생장치는 나중에 카시니, 갈릴레오 호, 비킹 프로그램과 같은 임무를 위해 미국 우주 프로그램에 에너지 변환 기술로 사용되었다. 이 지역에서의 연구는 이러한 장치들의 효율성을 7~8%에서 15~20%로 높이는 데 집중하였다.
우주 태양 에너지(Space solar power) 시스템은 지구 정지 궤도상에 있는 커다란 태양 에너지 배열을 사용하여 햇빛을 모아 분배를 목적으로 이 에너지를 마이크로파 복사 형태로 지구의 렉테나에 쏘아 보낸다. 이러한 개념은 피터 글래서가 1968년에 처음 제안하였으며 그 뒤로 다양한 시스템이 태양광 발전, 태양 에너지 집결 기술이 제안됨과 더불어 연구가 계속되고 있다. 아직은 개념 단계에 머물러 있지만 이러한 시스템들은 당시의 거의 96%만큼 전력을 전달할 가능성을 제공한다.

### 태양의 화학 처리
태양의 화학 처리는 태양 에너지를 사용하여 화학 변화를 일으키는 것을 말한다. 이러한 처리를 통해 대체 자원의 필요성이 요구되는 에너지를 줄이고 태양 에너지를 저장, 이동할 수 있는 연료로 변환할 수 있다. 태양 화학 반응은 다양하지만 일반적으로 "열화학", "광화학"으로 서술한다.
수소 생산 기술은 1970년대 이후로 태양의 화학 연구에 중대한 분야로 자리잡고 있다. 태양광 발전 전지나 광화학 전지로 운영되는 전기분해뿐 아니라 몇 가지 열화학 처리도 탐구되어 왔다. 겉으로 보기에 가장 직접적인 방식은 집신기를 사용하여 높은 온도의 물을 분해하는 것이지만 이러한 처리는 태양 에너지 대 수소 변환 효율성이 낮고 (1-2%) 과정이 복잡하기에 제약을 받는다.
더 전통적인 접근은 태양 에너지 집진기로부터 열을 처리하여 천연 기체의 수증기를 개질한다. 이로써 전반적인 수소 생산량이 늘어난다. 반응 물질의 분해와 재생을 가리키는 열화학 순환은 수소 생산의 다른 수단을 보여 준다. 현재 와이즈만 과학 연구소에서 개발 중인 솔징크(Solzinc) 공법이 이러한 방식이다. 이러한 처리는 1 MW의 태양열 난방로를 사용하여 1200 °C가 넘는 온도의 산화 아연(ZnO)을 분해한다. 이러한 초기 반응은 수소를 생산하기 위해 물과 반응할 수 있는 순수 아연을 만들어 낸다.
샌디아의 S2P (Sunshine to Petrol, 햇빛을 석유로) 기술은 지르코니아/아철산염과 더불어, 햇빛을 집결시켜 만든 높은 온도를 사용하여 대기의 이산화탄소를 산소와 일산화 탄소(CO)로 분리시킨다. 이 CO는 그 뒤에 메탄올, 휘발유, 비행기 연료와 같은 연료를 합성하는 데 이용한다.
광전기화학 전지(PEC)는 일반적으로 전해질에 담겨 있는, 이산화 티탄이나 이와 관련된 티탄인 반도체로 이루어져 있다. 광전기화학 전지에는 두 가지 종류가 있다: 하나는 빛을 전기로 변환하는 광전기 전지, 나머지 하나는 빛을 사용하여 전기분해와 같은 화학 반응을 일으키는 광화학 전지이다.
감광 기전 장치는 빛을 비출 때 셀 솔루션이 에너지가 풍부한 중간 화학물을 형성하는 전지의 일종이다. 이러한 중간 화학물은 전극에 반응하여 전위를 일으킨다. 철분이 있는 티오닌 화학 전지가 이 기술의 예라고 할 수 있다.

### 태양을 이용한 수송수단

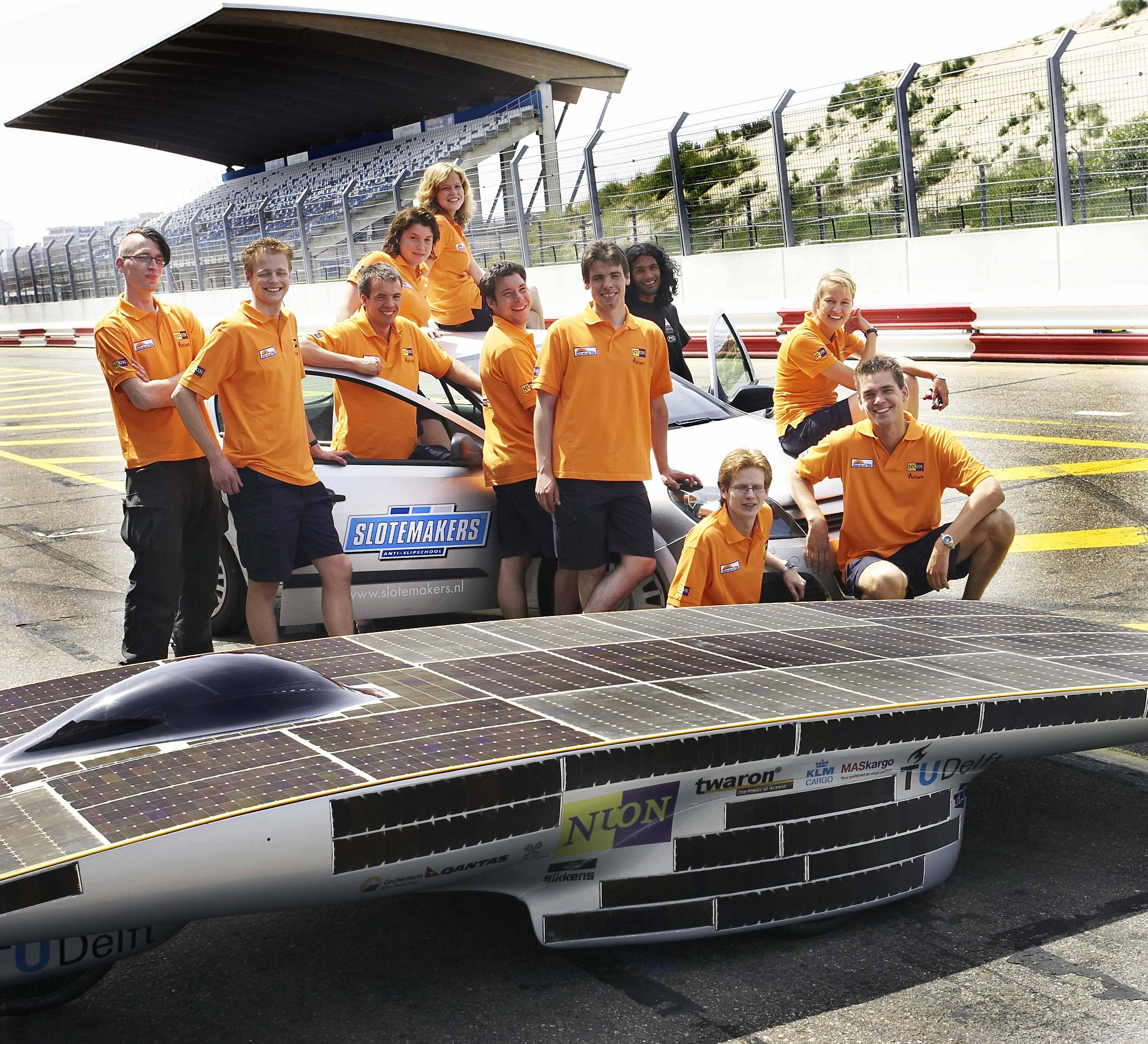
오스트레일리아는 누나3(Nuna3)와 같은 태양 자동차가 다윈에서 애덜레이드(3,021 킬로미터, 곧 1,877 마일)를 거쳐 경주하는 월드 솔라 챌린지(World Solar Challenge)를 주최한다.

태양 전기 자동차의 개발은 1980년대 이후로 공학 기술의 목표가 되어 왔다. 이 개발의 중심에는 한 해에 2번 열리는 태양 전기 자동차 경주 대회인 월드 솔라 챌린지가 있다. 여기서 대학교와 기업의 팀들이 3021 km 거리의 다윈에서 앨더레이드를 거쳐 경주하게 된다. 1987년에 설립되었을 때에 승자의 평균 속력은 67 km/h였다. 2007년 경주는 수정을 거의 거치지 않고도 충분한 수송을 할 수 있는, 실용성 있는 새로운 챌린지 클래스를 사용한 차들을 포함하였다. 승리한 차의 평균 속도는 시속 90.87 킬로미터였다. 북아메리카 솔라 챌린지와 예정된 남아프리카 솔라 챌린지는 기술 공학과 태양 전기 자동차 개발의 국제적 관심을 반영한 대회들이다.
1975년에 최초의 실용적인 태양열 보트가 영국에서 만들어졌다. 1995년 즈음에 태양열 발전 패널을 장착한 승객용 보트들이 나타나기 시작했으며 현재는 널리 쓰이고 있다. 1996년에 케니치 호리는 태평양을 가로지르는 최초의 태양 전기 수송기를 만들었으며 sun21이라는 이름의 뗏목이 2006년~2007년 겨울에 대서양을 가로지르는 최초의 태양 전기 수송기가 되었다. 2009년에 세계 일주를 할 수 있게 하는 계획은 태양열 보트가 만들어진 직접적인 까닭이다.

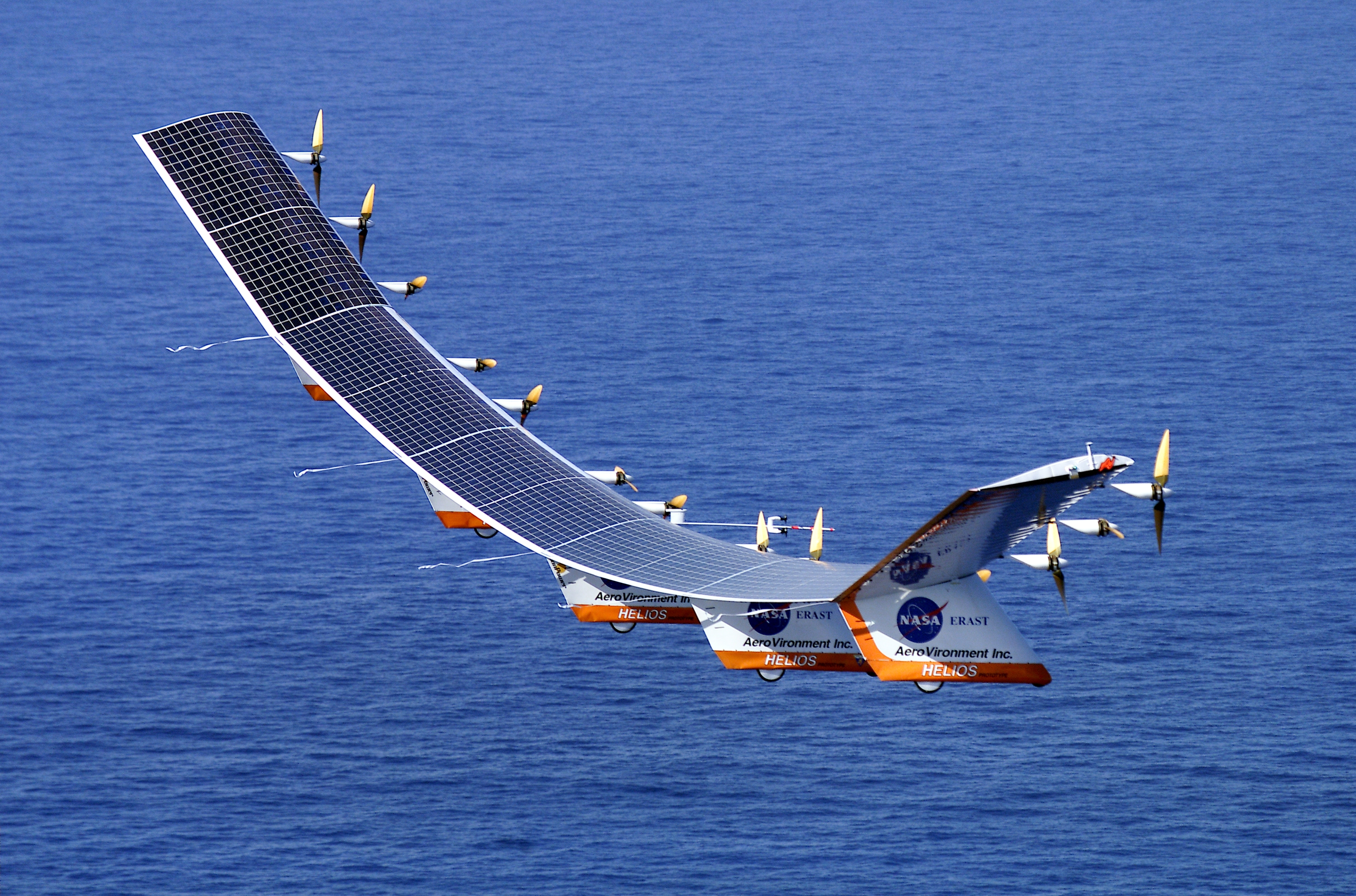
태양 전기 비행기 헬리오스 UAV

1974년에 무인 조정기인 선라이즈 II(Sunrise II)가 태양 비행기의 시대를 열었다. 그에 이어 1980년에는 Gossamer Penguin호가 등장하면서 광기전력만을 이용한 비행이 처음 시작되었다. 1981년 7월에는 더 내공성 있는 설계로 제작된 솔라 챌린저(Solar Challenger)호가 영국 해협을 가로질렀다. 그 뒤 무인 항공기 (UAV)인 패스파인더호를 비롯한 여러 항공기들의 개발이 시작되었으며, 2001년에는 헬리오스가 비로켓추진 항공기 부문에서 고도 29,524m를 기록하면서 정점에 올랐다. BAE 시스템즈가 개발한 Zephyr는 기록을 돌파한 태양열 비행기의 최신형으로 2007년에 54시간 비행하였고 2010년에는 한 달 내내 비행할 것을 계획하고 있다.
태양열 풍선은 일상적인 공기로 가득 찬 검은색의 풍선이다. 햇빛이 풍선을 비추면 안쪽 공기는 가열되어 부풀어 올라 인공 가열을 사용하는 열기구를 연상케 하는 부력을 일으킨다. 일부 태양열 풍선들은 인간이 비행하기에 충분히 크지만 표면적 대 유효 하중 비율이 상대적으로 높은 까닭에 용도는 장난감 시장에 제한되어 있다.
솔라 세일(solar sail)은 우주선 추진으로 제안된 한 형태로, 커다란 박막 거울들을 사용하여 태양으로부터 복사압을 활용한다. 로켓과 달리 솔라 세일은 연료를 요구하지 않는다. 추력은 로켓과 견주어 작지만 태양이 전개되는 돛 위로 떠오르는 동안 추력은 계속되며 이로써 마찰이 없는 우주 진공 상태에서 상당한 속도를 낼 수 있다.

## 에너지 저장 방식

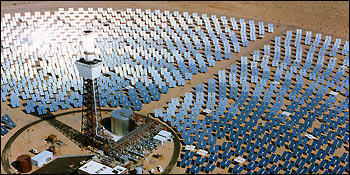
솔라 투의 열 저장 시스템은 구름낀 날씨와 밤 시간대에서도 전기를 만들어 낼 수 있다.

현대의 에너지 시스템들은 일반적으로 에너지의 지속적인 이용가능성을 떠맡고 있기 때문에 에너지 저장은 태양 에너지 개발에 중대한 문제이다. 태양 에너지는 밤에는 제공되지 않으며 태양 에너지 시스템의 성능은 예기치 못한 날씨 조건에 영향을 받는다. 그러므로 저장 매체나 예비 전원 시스템이 사용되어야 한다.
축열체는 태양 에너지를 가정에서 날마다, 또는 계절 주기마다 유용하게 사용할 수 있는 온도의 열의 형태로 저장할 수 있다. 열 저장 시스템은 일반적으로 쉽게 사용할 수 있는 물, 흙, 돌과 같은 높은 비열의 물질을 사용한다. 잘 디자인되어 있는 시스템들은 절정 부하를 낮추고 전반적인 난방, 냉방의 요구사항들을 줄여 준다.
석랍, 황산 나트륨과 같은 위상차 변환 물질들은 또다른 열 저장 매체이다. 이러한 물질들은 값이 싸고 쉽게 구할 수 있으며 가정에서 유용한 온도 (거의 64 °C)로 이용할 수 있다. "도버 하우스"(도버 시 소재)는 1948년에 황산 나트륨을 최초로 사용한 난방 시스템이었다.
태양 에너지는 용해된 소금을 사용하여 높은 온도로 저장할 수 있다. 소금은 값이 싸고 비열이 높으며 전통적인 전력 시스템과 호환되는 온도에서 열을 전달할 수 있기 때문에 효율적인 저장 매체이다. 솔라 투는 에너지 저장에 이 방식을 사용하며 68  m³의 저장 탱크에서 1.44  TJ를 저장할 수 있다. 이에 따른 한 해 에너지 저장 효율성은 99%에 맞먹는다.
오프그리드 태양열 발전 시스템들은 전통적으로 이차 전지를 사용하여 남는 전기를 저장해 왔다. 그리드 시스템을 사용하면 남는 전기는 그리드 전기 시스템으로 전달할 수 있다. 넷 미터링 프로그램은 전기가 그리드에 전달할 수 있는 신뢰성을 이러한 시스템에 제공한다. 이러한 신뢰성은 시스템이 수요를 충족하지 못할 때 그리드가 제공하는 전기를 줄여 준다. 이로써 그리드가 저장 메커니즘으로 효과적으로 이용할 수 있게 된다. 양수 발전은 에너지가 낮은 곳의 저수지에서 더 높은 곳으로 이동할 수 있을 때 위로 끌어내는 물의 형태로 에너지를 저장한다.

## 개발, 이용, 경제

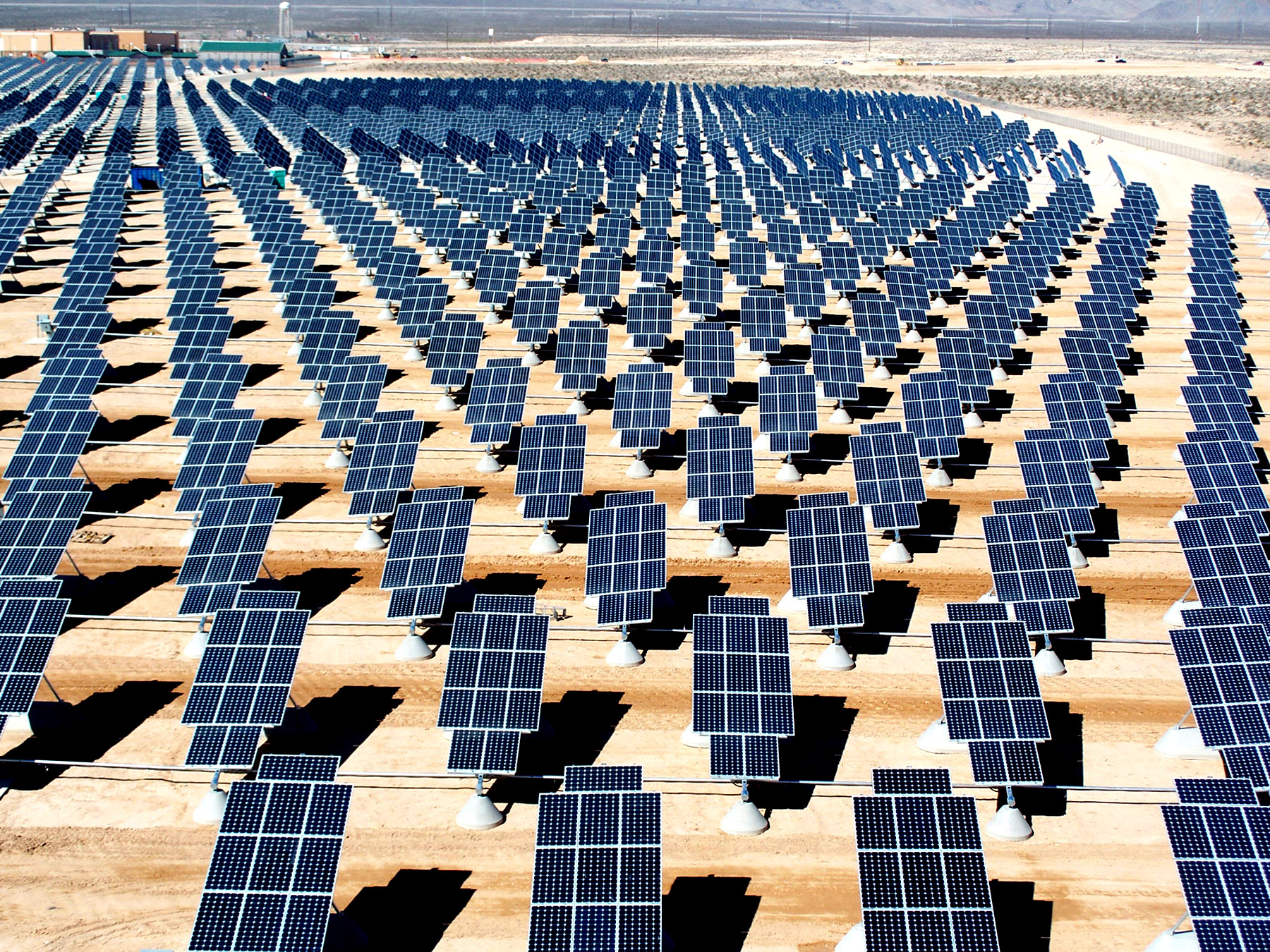
넬리스 태양 발전소는 북아메리카에서 가장 큰 태양광 발전소이다.

산업 혁명과 함께 했던 석탄 이용을 시작으로 에너지 소비는 나무와 바이오매스에서 화석 연료로 꾸준히 변화하였다. 1860년대에 시작된 태양 에너지 기술의 초기 개발은 석탄이 부족해질 것을 예측하고 운영되었지만 태양 에너지 개발은 20세기 초에 석탄, 석유와 같은 화석 연료의 폭넓은 이용 가능성, 경제, 이용성 때문에 부진을 면치 못하였다.
1973년 유류 수출 금지와 제2차 유류 파동은 전 세계적으로 에너지 정책을 다시 정비하게 하였고 태양 에너지 기술을 개발하는 데 다시 한 번 되돌아보게 한 계기가 되었다. 활용 전략은 미국의 연방 태양광 발전 이용(Federal Photovoltaic Utilization) 프로그램과 일본의 선샤인 프로그램과 같은 인센티브 프로그램에 초점을 두었다. 또, 미국, 일본, 독일에서 연구소를 설립하는 등 여러 노력들이 있었다.
1970년부터 1983년에 이르기까지 태양광 발전기의 설치가 급증하였지만 1980년대 초에 기름값이 떨어지면서 1984년에서 1996년까지 태양열 발전의 성장을 둔화시켰다. 1997년 이후로 태양열 발전의 개발은 기름, 천연 가스, 지구 온난화 문제, 다른 에너지 기술에 상대적인 태양 에너지의 경제적 지위 개선 등을 이유로 가속화되었다. 태양광 발전 생산은 2000년 이후로 한 해에 평균 40% 정도이며 설치된 용량은 2007년 말에 10.6 GW에 다다랐다. 2006년 이후로 투자자들은 장기간 PPA(전력판매계약, Power purchase agreement)을 통해 무료로 태양광 발전기를 설치할 수 있어 경제적이다. 50%의 상용 시스템들은 2007년에 이러한 방식으로 설치되었으며 2009년에는 90%가 될 것으로 예측하고 있다. 넬리스 공군 기지는 9 ¢/kWh의 그리드 전력과 약 2.2 ¢/kWh의 광기전력을 받고 있다.
상업적으로 이용되는 태양열 물 히터는 1890년대에 미국에서 등장하기 시작했다. 이러한 시스템들은 1920년대까지 사용 수가 증가되었지만 점차 더 값싸고 더 신뢰성 있는 가열 연료로 대체되었다. 태양광 발전과 더불어 태양열 물 가열은 1970년대에 기름값이 치솟을 때 새롭게 조명을 받기도 했지만 1980년대에 기름값이 떨어지면서 관심이 줄어들었다. 태양열 물 가열 분야의 개발이 1990년대에 걸쳐 꾸준히 진척하였으며 성장률도 1999년 이후로 한 해 평균 20%에 다다르고 있다.
일반적으로 어림잡아 보는 측면이 있지만, 태양열 물 가열은 이제까지 가장 널리 이용되는 태양 에너지 기술이며 2007년 기준으로 154 GW의 용량을 사용하는 것으로 추측하고 있다.
상업적으로 이용되는 태양 에너지 집결(CSP) 발전소들은 1990년대에 처음 설립되었다. 미국의 SEGS 프로젝트와 같은 CSP 발전소들은 12-14 ¢/kWh의 LEC를 갖는다. 스페인에 위치한 11 MW의 PS10 태양 에너지 발전소는 2005년 말에 완공되었으며 유럽 최초의 상용 CSP 시스템이다. 2013년 즈음에 같은 지역에서 총 용량이 300 MW가 될 것으로 예측하고 있다.

## 같이 보기
- 박막 셀
- 웨이퍼
- 우주 태양광 발전

## 참고 자료
- Agrafiotis, C.; Roeb, M.; Konstandopoulos, A.G.; Nalbandian, L.; Zaspalis, V.T.; Sattler, C.; Stobbe, P.; Steele, A.M. (2005). “Solar water splitting for hydrogen production with monolithic reactors”. 《Solar Energy》 79 (4): 409–421. doi:10.1016/j.solener.2005.02.026.
- Anderson, Lorraine; Palkovic, Rick (1994). 《Cooking with Sunshine (The Complete Guide to Solar Cuisine with 150 Easy Sun-Cooked Recipes)》. Marlowe & Company. ISBN 156924300X.
- Bénard, C.; Gobin, D.; Gutierrez, M. (1981). “Experimental Results of a Latent-Heat Solar-Roof, Used for Breeding Chickens”. 《Solar Energy》 26 (4): 347–359. doi:10.1016/0038-092X(81)90181-X.
- Bolton, James (1977). 《Solar Power and Fuels》. Academic Press, Inc. ISBN 0121123502.
- Butti, Ken; Perlin, John (1981). 《A Golden Thread (2500 Years of Solar Architecture and Technology)》. Van Nostrand Reinhold. ISBN 0442240058.
- Daniels, Farrington (1964). 《Direct Use of the Sun's Energy》. Ballantine Books. ISBN 0345259386.
- Halacy, Daniel (1973). 《The Coming Age of Solar Energy》. Harper and Row. ISBN 0380002337.
- Hunt, V. Daniel (1979). 《Energy Dictionary》. Van Nostrand Reinhold Company. ISBN 0442273959.
- Karan, Kaul; Greer, Edith; Kasperbauer, Michael; Mahl, Catherine (2001). “Row Orientation Affects Fruit Yield in Field-Grown Okra”. 《Journal of Sustainable Agriculture》 17 (2/3): 169–174. doi:10.1300/J064v17n02_14.
- Leon, M.; Kumar, S. (2007). “Mathematical modeling and thermal performance analysis of unglazed transpired solar collectors”. 《Solar Energy》 81 (1): 62–75. doi:10.1016/j.solener.2006.06.017.
- Lieth, Helmut; Whittaker, Robert (1975). 《Primary Productivity of the Biosphere》. Springer-Verlag1. ISBN 0387070834.
- Martin, Christopher L.; Goswami, D. Yogi (2005). 《Solar Energy Pocket Reference》. International Solar Energy Society. ISBN 0977128202.
- Mazria, Edward (1979). 《The Passive Solar Energy Book》. Rondale Press. ISBN 0878572384.
- Meier, Anton; Bonaldi, Enrico; Cella, Gian Mario; Lipinski, Wojciech; Wuillemin, Daniel (2005). “Solar chemical reactor technology for industrial production of lime”. 《Solar Energy》 80 (10): 1355–1362. doi:10.1016/j.solener.2005.05.017.
- Mills, David (2004). “Advances in solar thermal electricity technology”. 《Solar Energy》 76 (1-3): 19–31. doi:10.1016/S0038-092X(03)00102-6.
- Müller, Reto; Steinfeld, A. (2007). “Band-approximated radiative heat transfer analysis of a solar chemical reactor for the thermal dissociation of zinc oxide”. 《Solar Energy》 81 (10): 1285–1294. doi:10.1016/j.solener.2006.12.006.
- Perlin, John (1999). 《From Space to Earth (The Story of Solar Electricity)》. Harvard University Press. ISBN 0674010132.
- Bartlett, Robert (1998). 《Solution Mining: Leaching and Fluid Recovery of Materials》. Routledge. ISBN 9056996339.
- Scheer, Hermann (2002). 《The Solar Economy (Renewable Energy for a Sustainable Global Future)》. Earthscan Publications Ltd. ISBN 1844070751.
- Schittich, Christian (2003). 《Solar Architecture (Strategies Visions Concepts)》. Architektur-Dokumentation GmbH & Co. KG. ISBN 3764307471.
- Smil, Vaclav (1991). 《General Energetics: Energy in the Biosphere and Civilization》. Wiley. 369쪽. ISBN 0471629057.
- Smil, Vaclav (2003). 《Energy at the Crossroads: Global Perspectives and Uncertainties》. MIT Press. 443쪽. ISBN 0262194929.
- Smil, Vaclav (2006년 5월 17일). 《Energy at the Crossroads》 (PDF). Organisation for Economic Co-operation and Development. ISBN 0262194929. 2007년 9월 29일에 확인함.
- Tabor, H. Z.; Doron, B. (1990). “The Beith Ha'Arava 5 MW(e) Solar Pond Power Plant (SPPP)--Progress Report”. 《Solar Energy》 45 (4): 247–253. doi:10.1016/0038-092X(90)90093-R.
- Tiwari, G. N.; Singh, H. N.; Tripathi, R. (2003). “Present status of solar distillation”. 《Solar Energy》 75 (5): 367–373. doi:10.1016/j.solener.2003.07.005.
- Tritt, T.; Böttner, H.; Chen, L. (2008). “Thermoelectrics: Direct Solar Thermal Energy Conversion”. 《MRS Bulletin》 33 (4): 355–372. 2010년 6월 26일에 원본 문서에서 보존된 문서. 2008년 7월 10일에 확인함.
- Tzempelikos, Athanassios; Athienitis, Andreas K. (2007). “The impact of shading design and control on building cooling and lighting demand”. 《Solar Energy》 81 (3): 369–382. doi:10.1016/j.solener.2006.06.015.
- Vecchia, A.; Formisano, W.; Rosselli, V; Ruggi, D. (1981). “Possibilities for the Application of Solar Energy in the European Community Agriculture”. 《Solar Energy》 26 (6): 479–489. doi:10.1016/0038-092X(81)90158-4.